# Mohammed Al-Yafaee
Mohammed Ahmed Al-Yafaee (arab. محمد احمد اليافعي ur. 6 października 1984) – jemeński lekkoatleta, średniodystansowiec, olimpijczyk.
Zawodnik reprezentował swój kraj na igrzyskach w Pekinie, startował w biegu na 800 metrów mężczyzn – odpadł w biegu kwalifikacyjnym z czasem 1:54.82 s.

## Rekordy życiowe
| Dystans            | Wynik (s) | Miejsce | Data             |
| ------------------ | --------- | ------- | ---------------- |
| bieg na 800 metrów | 1:53.3    | Kair    | 10 września 2002 |